# Церква Св. Трійці та дзвіниця (Хорупань)
Церква Святої Трійці — чинна дерев'яна церква у селі Хорупань Млинівського району Рівненщини. Парафія належить до Млинівського районного благочиння Рівненської єпархії Православної церкви України. 

## Розташування

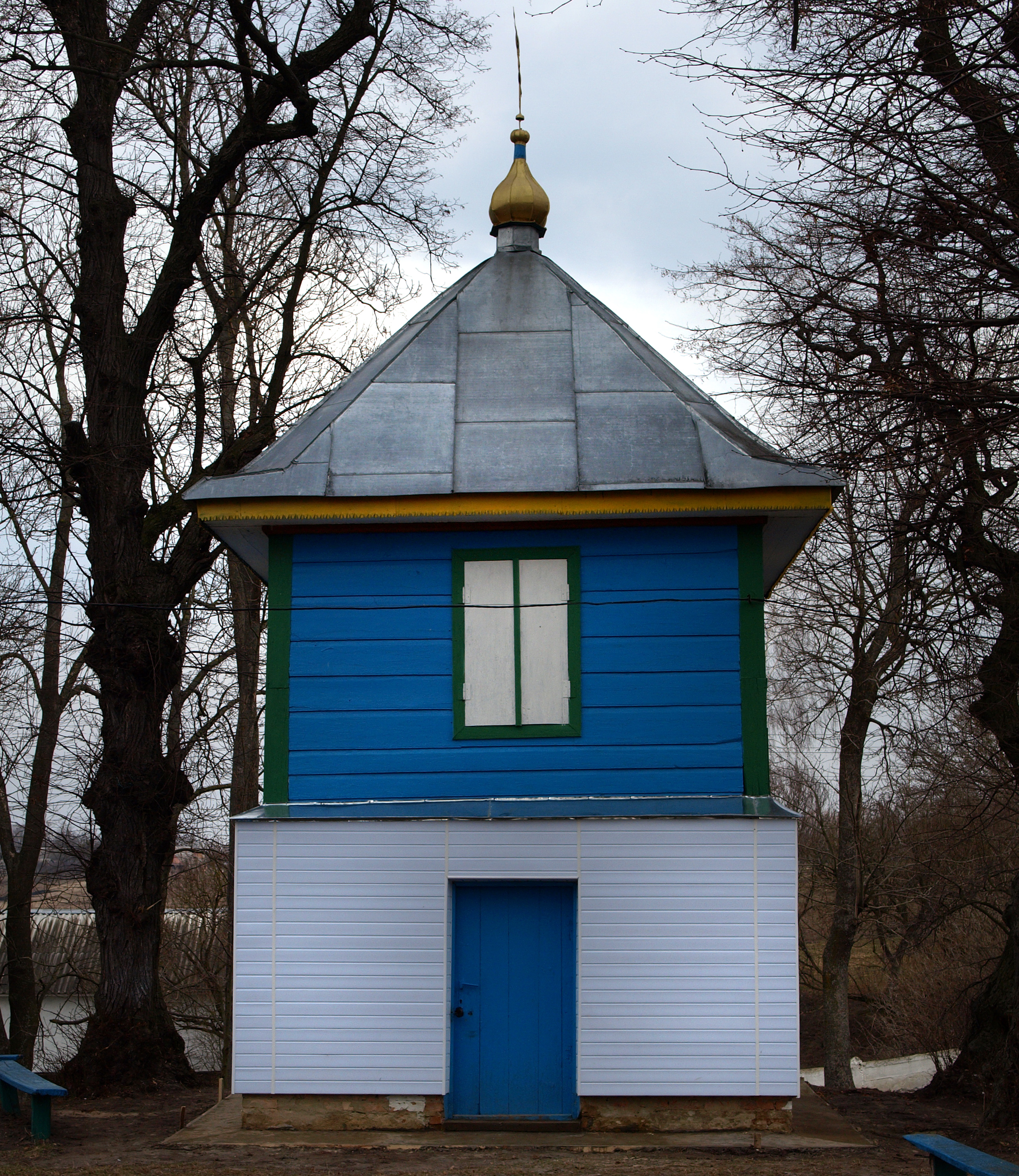
Дзвіниця церкви Св. Трійці

Церква Святої Трійці знаходиться у центральній частині села Хорупань на пагорбі, біля забудови, в оточенні дерев, недалеко на захід від дороги до села Головчиці. 

## Історія
Церква споруджена на кошти парафіян на місці старішого храму, з якого до нової церкви був перенесений іконостас. Церква перебудована у 1802 році.

## Архітектура
Церква дерев'яна, тризрубна, одноверха з рівновисокими зрубами на прямокутному плані. У 1862 року церкву поставлено на мурований фундамент, 1890 — ґонтове покриття замінене на бляху, стіни обшиті заново ззовні горизонтальними дошками. До головного входу прибудований невеликий притвор, а до південної стіни абсиди — невелике приміщення ризниці.
Над центральним зрубом влаштовано восьмигранний під купольний барабан, що накритий банею пониженої грушеподібної форми з перехватом над карнизом. Дахи над бабинцем та абсидою двоскатні, акцентовані по краям невеликими декоративними маківками. Віконні та дверні отвори підкреслено фігурними лиштвами білого кольору.
Поблизу церкви з південного боку знаходиться двоярусна дерев'яна дзвіниця по типу «четверик на четверику», побудована 1869 року Накрита чотирисхилим дахом пірамідальної форми з бляшаною покрівлею та декоративною маківкою на завершенні.